# Herb Hajnówki
Herb Hajnówki – jeden z symboli miasta Hajnówka w postaci herbu.

## Wygląd i symbolika
Herb przedstawia hiszpańską tarczę podzieloną ukośnie białym pasem o ząbkowanej górnej krawędzi stylizowanej na krawędź piły. Na heraldycznie prawej górnej części pola herbowego, zza białego pasa wyłaniają się cztery, ustawione obok siebie, stylizowane zielone świerki na błękitnym tle. Na heraldycznie lewej dolnej części, zza białego pasa wyłania się nieco więcej niż połowa białej piły tarczowej na zielonym tle.
Herb symbolizuje związek miasta z Puszczą Białowieską, a także fakt, iż Hajnówka jest ośrodkiem przemysłu drzewnego.

## Historia
Prawa miejskie Hajnówka otrzymała w 1951 a herb został ustanowiony w 1959 roku. Motyw herbowy został zaczerpnięty ze znaku miasta, którym wcześniej się posługiwano. Po wejściu w życie ustawy z 8 marca 1990 roku o samorządzie terytorialnym, herb został prawnie ustanowiony 7 września 1994 uchwałą nr III/18/94 Rady Miejskiej. 